# 科尔沁左翼后旗
科尔沁左翼后旗（汉语拼音字母：Hôrqin Juun'garin Hôid Hôxûû）是内蒙古自治区通辽市下辖的一个旗，简称科左后旗。位于内蒙古东部，邻接吉林、辽宁两省。面积1148平方千米，旗人民政府駐甘旗卡镇。

## 沿革
“科尔沁”源自蒙古语，意为“带弓箭的人”。明末属科尔沁部。清顺治七年（1650年）置科尔沁左翼后旗，会盟在哲里木盟，咸丰年间僧格林沁因功被赐予“博多勒噶台亲王”封号，此后俗称博王旗。随着朝廷借地养民，汉民放垦後开始实行蒙汉分治。嘉庆十一年（1806年）十月，在境内“常突额尔克”设立昌图厅，後升为昌图府；为管理库都力荒开放地事宜，光绪六年（1880年），康家屯设立康平县。1914年民国政府将其划归奉天省，1929年属辽宁省。九一八事變後，属满洲国兴安南省，此时封建王公制度也被廢除。1932年5月15日至1949年6月16日，该旗正式名称为东科后旗。
1945年，建立地方自治政府，隶属科尔沁左翼三旗联合办事处。1946年3月，东科后旗归属东蒙古人民自治政府。同年属哲里木省，后改为哲里木盟。1947年属辽北省。1949年随哲里木盟划入内蒙古自治区，同年科尔沁左翼前旗一部分划入。1955年旗人民政府由吉尔嘎朗镇迁驻甘旗卡镇。1969年划入吉林省，1979年复归内蒙古自治区。
1999年1月，哲里木盟撤盟改市，科尔沁左翼后旗归属通辽市。

## 行政区划
科尔沁左翼后旗下辖10个镇、5个苏木：
甘旗卡镇、吉尔嘎朗镇、金宝屯镇、常胜镇、查日苏镇、双胜镇、阿古拉镇、朝鲁吐镇、努古斯台镇、海鲁吐镇、阿都沁苏木、茂道吐苏木、巴胡塔苏木、散都苏木、巴彦毛都苏木、胜利农场、孟根达坝牧场、查金台牧场、原种场、大青沟管理局、哈日乌苏种畜场、乌兰敖道渔场、金宝屯林场、朝鲁吐林场、茂道吐林场、伊胡塔林场和乌旦塔拉林场。

## 人口
根據第七次人口普查數據，截至2020年11月1日零時，科爾沁左翼後旗常住人口為321438人。

## 交通
- 304国道过境。